# Braddyville
Braddyville és una població dels Estats Units a l'estat d'Iowa. Segons el cens del 2000 tenia 176 habitants.

## Demografia
Segons el cens del 2000, Braddyville tenia 176 habitants, 75 habitatges, i 53 famílies. La densitat de població era de 128,2 habitants per km².
Dels 75 habitatges en un 41,3% hi vivien nens de menys de 18 anys, en un 53,3% hi vivien parelles casades, en un 13,3% dones solteres, i en un 29,3% no eren unitats familiars. En el 24% dels habitatges hi vivien persones soles el 9,3% de les quals corresponia a persones de 65 anys o més que vivien soles. El nombre mitjà de persones vivint en cada habitatge era de 2,35 i el nombre mitjà de persones que vivien en cada família era de 2,77.
Per edats la població es repartia de la següent manera: un 27,3% tenia menys de 18 anys, un 7,4% entre 18 i 24, un 24,4% entre 25 i 44, un 25% de 45 a 60 i un 15,9% 65 anys o més.
L'edat mediana era de 39 anys. Per cada 100 dones de 18 o més anys hi havia 96,9 homes.
La renda mediana per habitatge era de 37.917 $ i la renda mediana per família de 44.000 $. Els homes tenien una renda mediana de 26.944 $ mentre que les dones 32.188 $. La renda per capita de la població era de 18.421 $. Entorn del 4,3% de les famílies i el 4,9% de la població estaven per davall del llindar de pobresa.

## Poblacions més properes
El següent diagrama mostra les poblacions més properes.